# Bernhard Hammer
Bernhard Hammer (3 de Março de 1822 - 6 de Abril de 1899) foi um político da Suíça.
Ele foi eleito para o Conselho Federal suíço em 10 de Dezembro de 1875 e terminou o mandato a 31 de Dezembro de 1890. Foi Presidente da Confederação suíça de 27 de Novembro a 31 de Dezembro de 1888 e foi reeleito para 1889.

## Vida
Ele era o líder do pelotão do grupo militar de cadetes Olten.
Em 1844, depois de estudar ciências e direito, Hammer estabeleceu-se em Solothurn como advogado e notário, mas também trabalhou em Berlim, Zurique e Genebra.
Eleito presidente do tribunal distrital e 1856-68 como conselheiro cantonal de Solothurn, Hammer logo foi considerado o líder dos velhos liberais e da oposição contra o regimento radical-liberal do latifundiário Joseph Wilhelm Viktor Vigier von Steinbrugg. Em face de interesses puramente partidários, porém, ele mudou mais para seus interesses militares.
O general Henri Dufour já o havia distinguido pessoalmente na campanha de Sonderbund, e o oficial do Estado-Maior Hammer foi promovido a major em 1858 e supremo em 1862.
Em 1861-68 foi instrutor-chefe (chefe de armas) da artilharia e depois até 1875 enviado da Suíça em Berlim.
Ele foi eleito para o Conselho Federal da Suíça em 10 de dezembro de 1875, e entregou o cargo em 31 de dezembro de 1890. Ele era afiliado ao Partido Democrático Livre.
A reputação de H. como um excelente advogado, militar e diplomata abriu o caminho para ele entrar no Conselho Federal. Ele provou seu valor na reorganização das finanças federais e na reorganização do Departamento de Finanças, antes sem importância, na questão do monopólio do álcool e das notas, nas negociações de tarifas alfandegárias e na solução do caso Wohlgemuth. Durante seu mandato, ele também introduziu o imposto substituto do dever militar, criou o Banknote Act e revisou o Coinage Act. Além disso, H., que pretendia uma compensação, desempenhou um importante papel de mediador nos bastidores do assentamento do Kulturkampf.
Após sua renúncia em 1890, Hammer serviu no Conselho Nacional para os Liberais até 1896. Ele deve essa carreira incomum à sua boa saúde e habilidades financeiras e administrativas. Ele também atuou como o principal membro do Conselho de Administração da Gotthard Railway.
Ele morreu em 1907.